# Edifici de la Casa Cremada
L'Edifici de la Casa Cremada és una casa de Roses (Alt Empordà) protegida com a Bé Cultural d'Interès Local. Restes d'un edifici situat en un replà a llevant de la zona del cap de l'Home, al contrafort del puig d'en Romualdo.

## Descripció
Conjunt format per dues construccions diferenciades: a tramuntana s'observa la part antiga de l'edifici i a migdia hi ha diferents estances afegides posteriorment. Aquesta posterioritat vindria donada per la forma d'adossar-s'hi, pel gruix dels murs i per la tècnica constructiva dels murs. En conjunt, les estances conservades formen un edifici de planta quadrangular.
La part més antiga està coberta de vegetació que amaga gairebé totes les parets. És un edifici de planta rectangular que fa 12 m, eix EW, per 3,80 mides exteriors. S'observa una única porta, d'1,17 m de llum, de la qual es conserven els muntants, i que es localitza a la meitat de llevant del mur sud. El gruix dels murs és força uniforme, uns 75 cm. Els murs es conserven amb una alçada màxima d'1,5 m, al costat de ponent. L'espai interior de l'edifici és ple d'enderrocs per la qual cosa no se'n pot determinar la distribució.
Els murs estan construïts amb pedres (esquist i quarsita) sense treballar, lligades amb fang. Les pedres es disposen i formen filades seguides. Encara que l'opus spicatum ben mercat hi és present, dominen les filades de pedra inclinades en un sol sentit, com de mitja espiga. Els angles de la construcció estan fets amb lloses llargues col·locades, en la mesura que ha estat possible, de llarg i de través.
El gruix de les parets i l'amplada de l'edifici fan possible que l'edifici hagués estat coberta amb volta, encara que això no es pot afirmar amb rotunditat, ja que no n'ha quedat cap indici.
Al costat de migdia de l'edifici antic s'hi afegeixen uns cossos, pel que sembla organitzats a banda i banda de la porta d'aquest edifici.
Actualment, aquesta zona està neta de vegetació i queden a la vista gran part de les parets que la formen. A llevant s'ha identificat amb claredat una estança de planta trapezoïdal amb l'entrada oberta al costat de ponent, en un punt on el mur està molt destruït. En aquest sector de l'edifici les parets són fetes amb pedra de granit de petites mides lligades amb fang. En aquest cas, però, les lloses estan disposades planeres, molt ben ajustades, disposades sense cap ordre. L'espiga és inexistent així com les filades de pedres inclinades en un sentit. S'observen alguns encaixos o forats de forma quadrada relacionats amb el procés de construcció. El gruix dels murs és d'uns 60m, i la part conservada amb més alçada no supera el 1,50m.
Altres restes es localitzen a prop de la porta de la part més antiga i a tocar l'angle SW de la mateixa. Són parets molt destruïdes que no permeten definir la planta de les possible estances.

## Història
Aquestes restes es podrien correspondre amb una antiga església rural d'època medieval.
La seva localització al paratge de la Casa Cremada podria ser una pervivència de les connotacions culturals de l'àrea des d'època prehistòrica.